# Specie di Cheiracanthiidae
Di seguito sono elencate tutte le 292 specie di ragni della famiglia Cheiracanthiidae note a giugno 2014

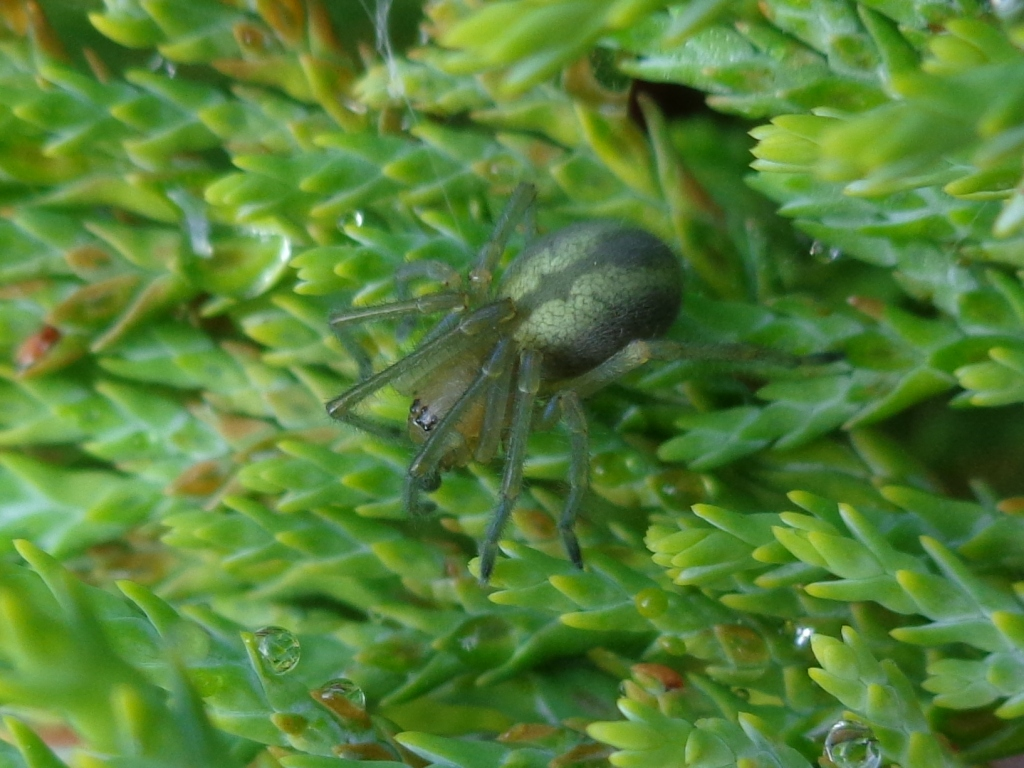
Cheiracanthium erraticum

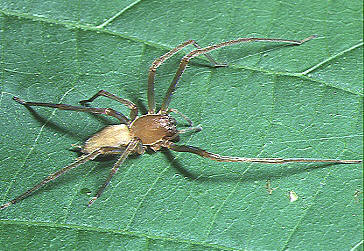
Cheiracanthium eutittha, femmina

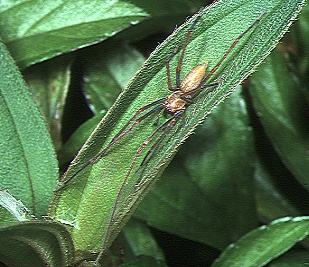
Cheiracanthium eutittha, maschio

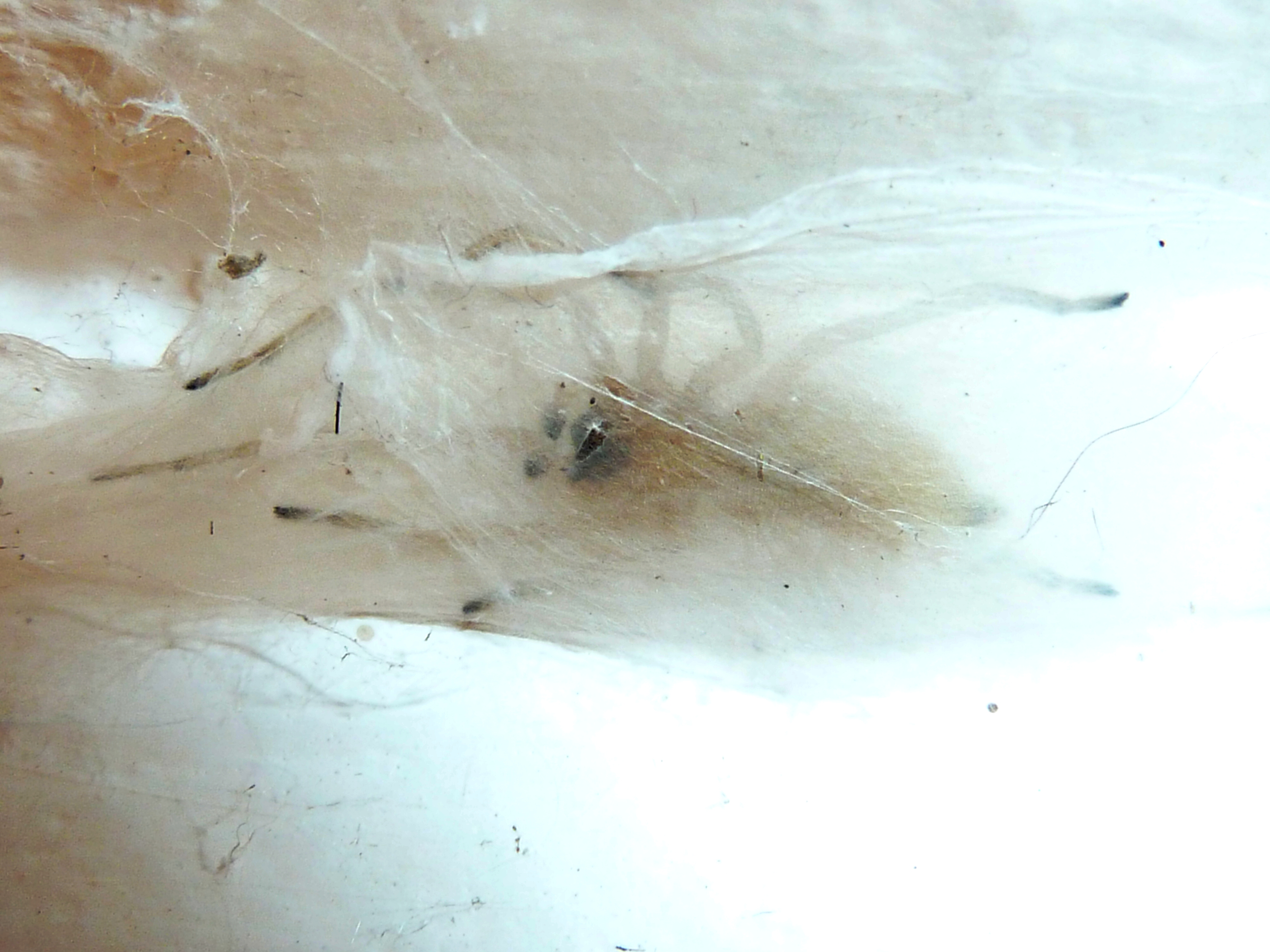
Cheiracanthium furculatum, nella tela a sacco

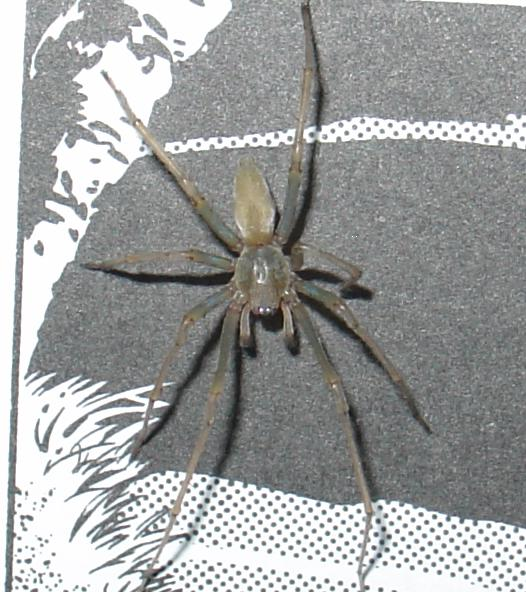
Cheiracanthium inclusum

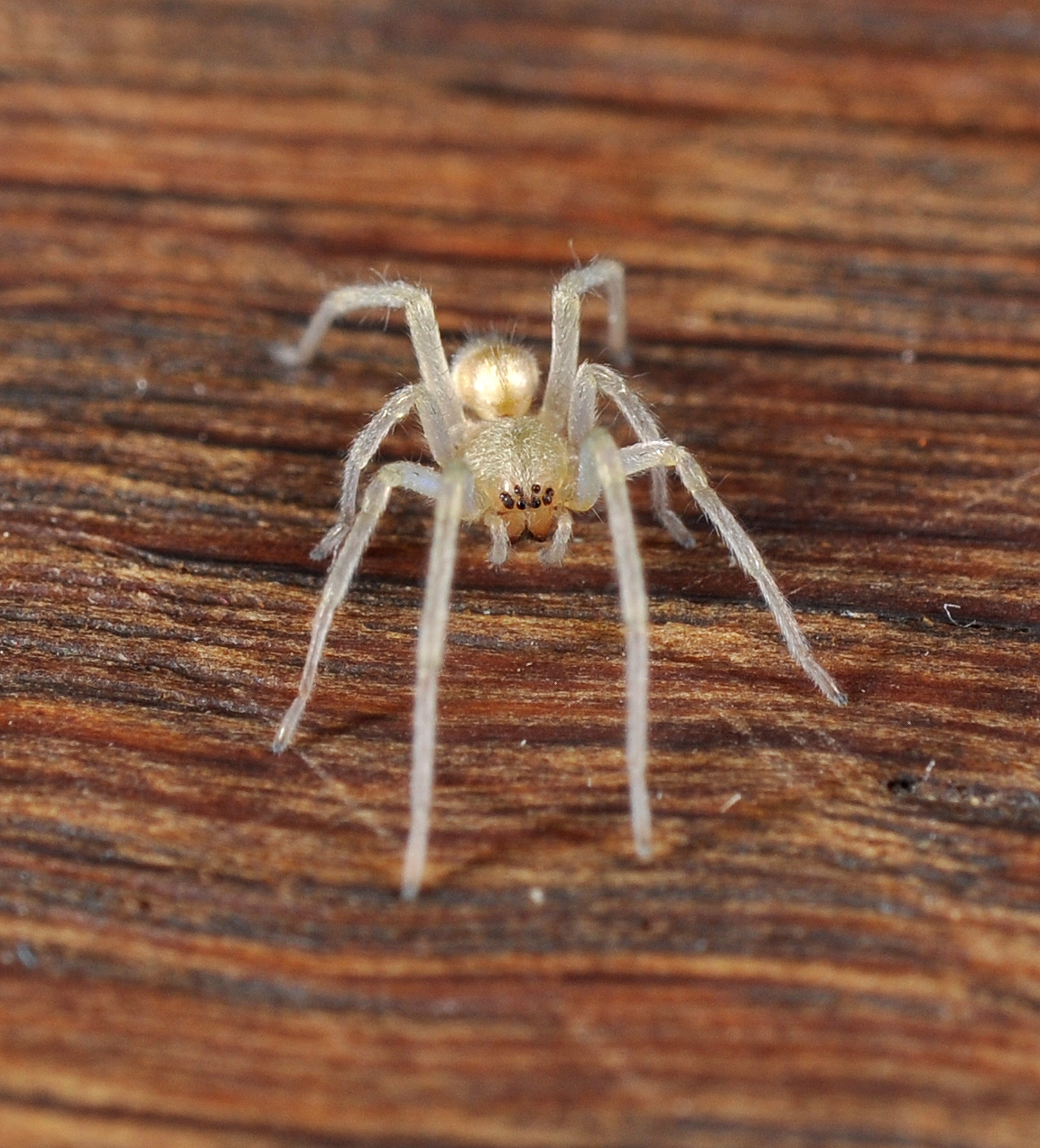
Cheiracanthium mildei, esemplare giovane

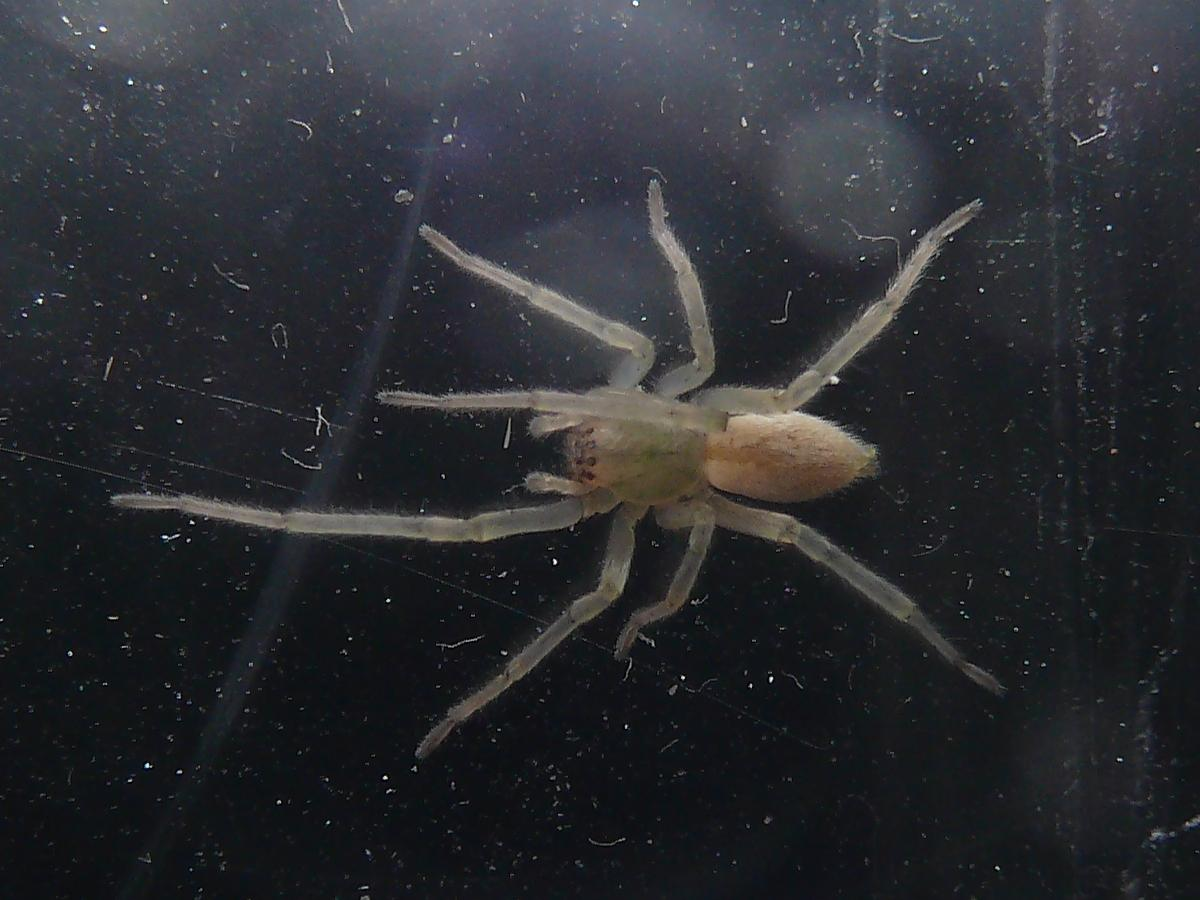
Cheiracanthium mildei, adulto

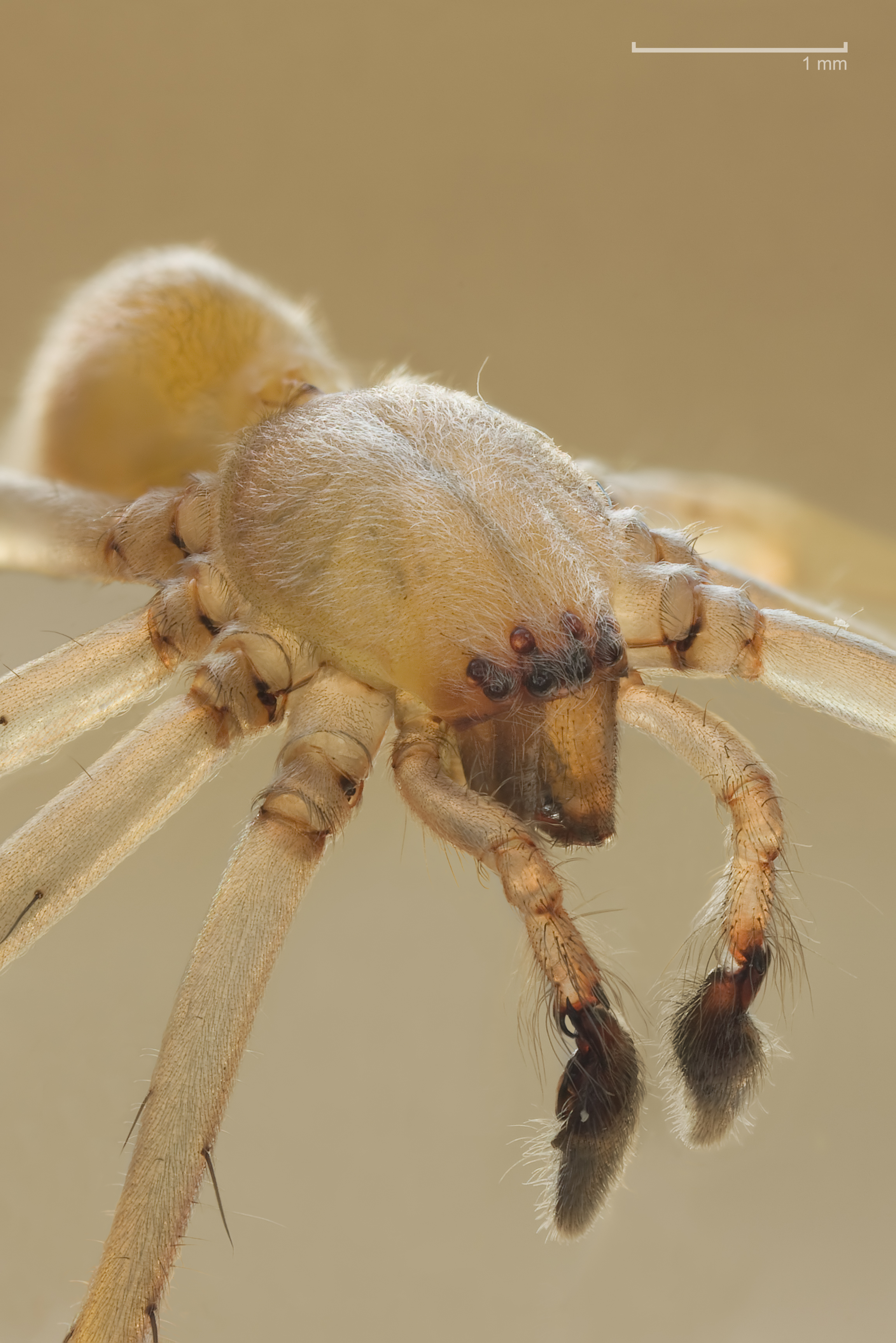
Cheiracanthium mildei, maschio

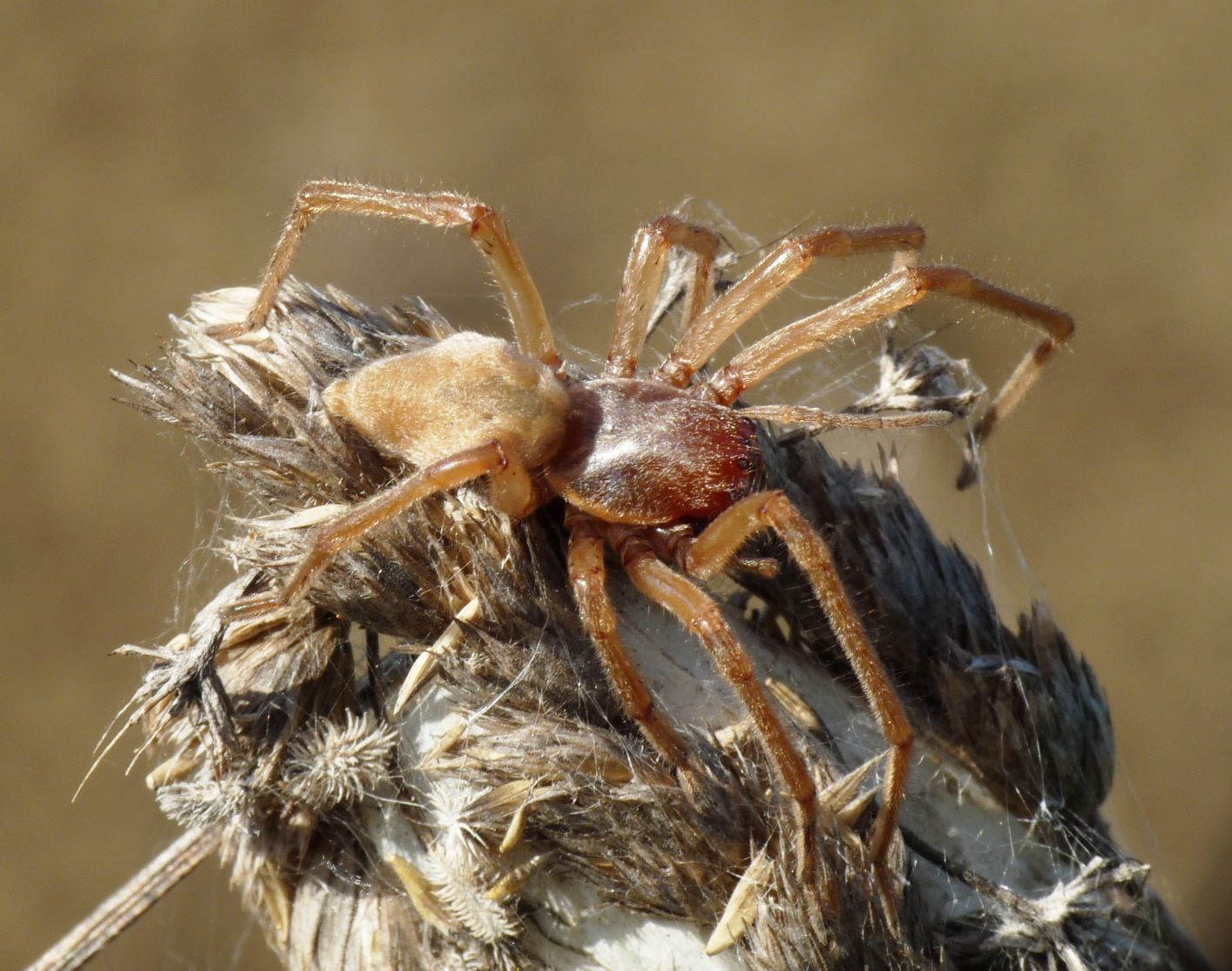
Cheiracanthium punctorium, maschio

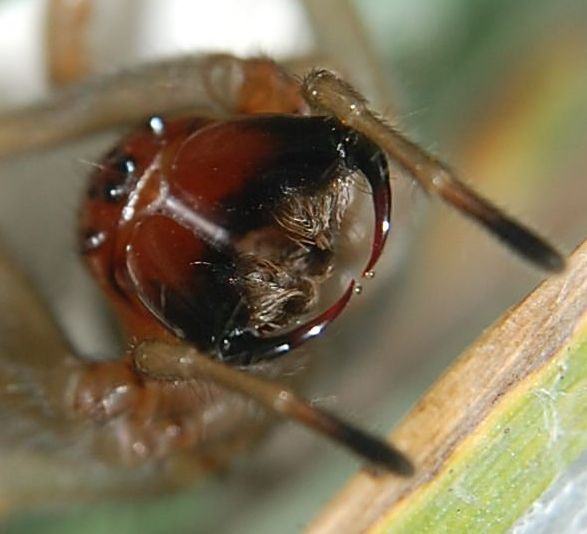
Cheiracanthium punctorium, femmina

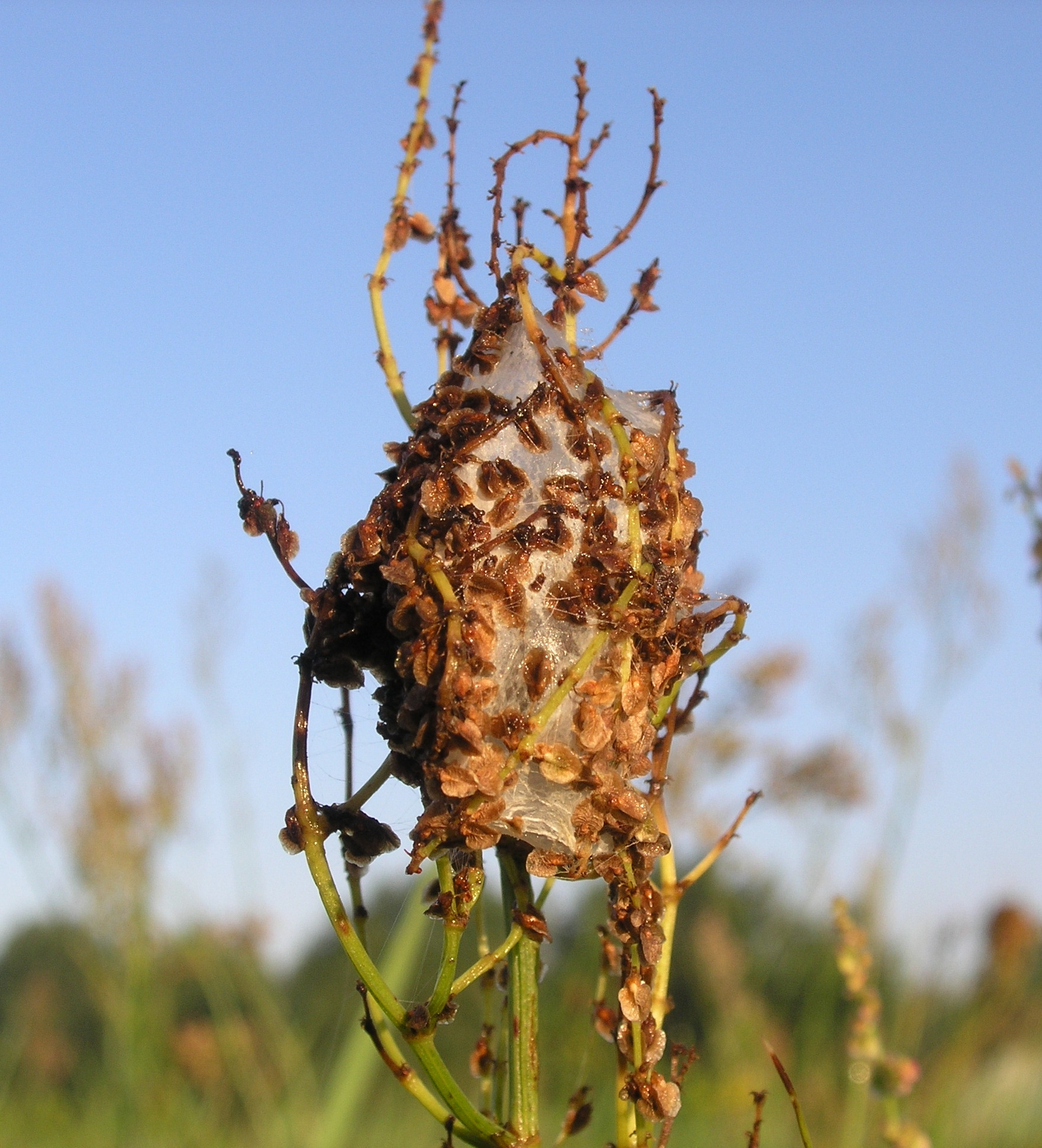
Cheiracanthium punctorium, tela a sacco

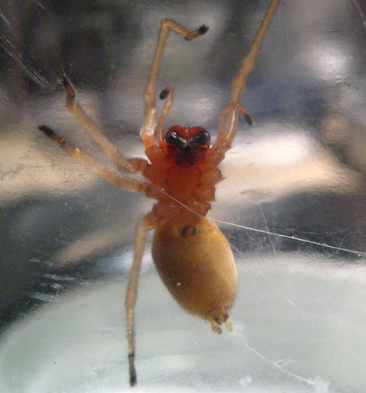
Cheiracanthium punctorium, vista ventrale

## Calamoneta
Calamoneta Deeleman-Reinhold, 2001
- Calamoneta djojosudharmoi Deeleman-Reinhold, 2001 — Sumatra
- Calamoneta urata Deeleman-Reinhold, 2001 — Giava

## Calamopus
Calamopus Deeleman-Reinhold, 2001
- Calamopus phyllicola Deeleman-Reinhold, 2001 — Thailandia
- Calamopus tenebrarum Deeleman-Reinhold, 2001 — Indonesia

## Cheiracanthium
Cheiracanthium C. L. Koch, 1839
- Cheiracanthium abbreviatum Simon, 1878 — Francia, Danimarca
- Cheiracanthium aculeatum Simon, 1884 — Africa
- Cheiracanthium aden Lotz, 2007 — Yemen
- Cheiracanthium adjacens O. P.-Cambridge, 1885 — Yarkand (Cina), Karakorum
- Cheiracanthium africanum Lessert, 1921 — Africa, Isola Réunion
- Cheiracanthium aizwalensis Biswas & Biswas, 2007 — India
- Cheiracanthium aladanense Lotz, 2007 — Yemen
- Cheiracanthium albidulum (Blackwall, 1859) — Madeira
- Cheiracanthium algarvense Wunderlich, 2012 — Portogallo
- Cheiracanthium angolense Lotz, 2007 — Angola, Zimbabwe, Sudafrica
- Cheiracanthium angulitarse Simon, 1878 — Europa
- Cheiracanthium annulipes O. P.-Cambridge, 1872 — Spagna, Egitto, Israele
- Cheiracanthium apia Platnick, 1998 — Isole Samoa
- Cheiracanthium approximatum O. P.-Cambridge, 1885 — Yarkand (Cina)
- Cheiracanthium auenati Caporiacco, 1936 — Libia
- Cheiracanthium bantaengi Merian, 1911 — Celebes
- Cheiracanthium barbarum (Lucas, 1846) — Algeria
- Cheiracanthium brevicalcaratum L. Koch, 1873 — Lombok (Indonesia), Australia occidentale
- Cheiracanthium brevidens Kroneberg, 1875 — Asia centrale
- Cheiracanthium brevispinum Song, Feng & Shang, 1982 — Cina, Corea
- Cheiracanthium campestre Lohmander, 1944 — Europa
- Cheiracanthium canariense Wunderlich, 1987 — Isole Canarie, Egitto
- Cheiracanthium catindigae Barrion & Litsinger, 1995 — Filippine
- Cheiracanthium caudatum (Thorell, 1887) — Myanmar
- Cheiracanthium conflexum Simon, 1906 — India
- Cheiracanthium conspersum (Thorell, 1891) — Isole Nicobare
- Cheiracanthium crucigerum Rainbow, 1920 — Isole Norfolk
- Cheiracanthium cuniculum Herman, 1879 — Ungheria, Slovacchia
- Cheiracanthium danieli Tikader, 1975 — India
- Cheiracanthium daquilium Barrion & Litsinger, 1995 — Indonesia, Filippine
- Cheiracanthium debile Simon, 1890 — Ciad, Yemen
- Cheiracanthium denisi Caporiacco, 1939 — Etiopia, Congo
- Cheiracanthium dippenaarae Lotz, 2007 — Sudafrica
- Cheiracanthium effossum Herman, 1879 — dall'Europa centrale alla Russia
- Cheiracanthium elegans Thorell, 1875 — dall'Europa all'Asia centrale
- Cheiracanthium equestre O. P.-Cambridge, 1874 — Libia, Egitto
- Cheiracanthium erraticum (Walckenaer, 1802) — Regione paleartica
- Cheiracanthium eutittha Bösenberg & Strand, 1906 — Corea, Taiwan, Giappone
- Cheiracanthium excavatum Rainbow, 1920 — Isole Norfolk
- Cheiracanthium exilipes (Lucas, 1846) — Algeria
- Cheiracanthium exquestitum Zhang & Zhu, 1993 — Cina
- Cheiracanthium falcatum Chen et al., 2006 — Taiwan
- Cheiracanthium festae Pavesi, 1895 — Israele
- Cheiracanthium fibrosum Zhang, Hu & Zhu, 1994 — Cina
- Cheiracanthium floresense Wunderlich, 2008 — Isole Azzorre
- Cheiracanthium fujianense Gong, 1983 — Cina
- Cheiracanthium fulvotestaceum Simon, 1878 — Francia
- Cheiracanthium furax L. Koch, 1873 — Isole Samoa
- Cheiracanthium furculatum Karsch, 1879 — Isole Capo Verde, Africa, Isole Comore
- Cheiracanthium gobi Schmidt & Barensteiner, 2000 — Cina
- Cheiracanthium gracile L. Koch, 1873 — Queensland, Nuovo Galles del Sud
- Cheiracanthium gratum Kulczynski, 1897 — Germania, Ungheria
- Cheiracanthium halophilum Schmidt & Piepho, 1994 — Isole Capo Verde
- Cheiracanthium haroniense Lotz, 2007 — Zimbabwe
- Cheiracanthium himalayense Gravely, 1931 — India
- Cheiracanthium hypocyrtum Zhang & Zhu, 1993 — Cina
- Cheiracanthium ienisteai Sterghiu, 1985 — Romania
- Cheiracanthium impressum Thorell, 1881 — Queensland
- Cheiracanthium incertum O. P.-Cambridge, 1869 — Sri Lanka
- Cheiracanthium inclusum (Hentz, 1847) — Nuovo Mondo, Africa, Isola Réunion
- Cheiracanthium incomptum (Thorell, 1891) — Isole Nicobare
- Cheiracanthium indicum O. P.-Cambridge, 1874 — India, Sri Lanka
- Cheiracanthium inflatum Wang & Zhang, 2013 — Cina
- Cheiracanthium inornatum O. P.-Cambridge, 1874 — India
- Cheiracanthium insigne O. P.-Cambridge, 1874 — India, Sri Lanka, Cina
- Cheiracanthium insulanum (Thorell, 1878) — dal Myanmar alla Cina, Taiwan, Isole delle Molucche, Filippine
- Cheiracanthium insulare L. Koch, 1866 — Isole Samoa
- Cheiracanthium insulare (Vinson, 1863) — Isola Réunion
- Cheiracanthium isiacum O. P.-Cambridge, 1874 — Libia, Egitto
- Cheiracanthium itakeum Barrion & Litsinger, 1995 — Filippine
- Cheiracanthium jabalpurense Majumder & Tikader, 1991 — India
- Cheiracanthium japonicum Bösenberg & Strand, 1906 — Cina, Corea, Giappone
- Cheiracanthium joculare Simon, 1910 — Isola Principe (Sao Tomé e Principe)
- Cheiracanthium jorgeense Wunderlich, 2008 — Isole Azzorre
- Cheiracanthium jovium Denis, 1947 — Egitto
- Cheiracanthium kashmirense Majumder & Tikader, 1991 — India
- Cheiracanthium kazachstanicum Ponomarev, 2007 — Kazakistan
- Cheiracanthium kenyaense Lotz, 2007 — Kenya
- Cheiracanthium kibonotense Lessert, 1921 — Etiopia, Congo, Kenya, Tanzania, Uganda
- Cheiracanthium klabati Merian, 1911 — Celebes
- Cheiracanthium knipperi Lotz, 2011 — Tanzania
- Cheiracanthium kupense Lotz, 2007 — Camerun
- Cheiracanthium lanceolatum Chrysanthus, 1967 — Nuova Guinea
- Cheiracanthium lascivum Karsch, 1879 — Russia, Cina, Corea, Giappone
- Cheiracanthium leucophaeum Simon, 1897 — Madagascar
- Cheiracanthium ligawsolanum Barrion & Litsinger, 1995 — Filippine
- Cheiracanthium liplikeum Barrion & Litsinger, 1995 — Filippine
- Cheiracanthium liuyangense Xie et al., 1996 — Cina
- Cheiracanthium lompobattangi Merian, 1911 — Celebes
- Cheiracanthium longimanum L. Koch, 1873 — Queensland, Isole Tonga, Isole Figi, Nuove Ebridi, Nuova Caledonia
- Cheiracanthium longipes (Thorell, 1890) — Sumatra
- Cheiracanthium longtailen Xu, 1993 — Cina
- Cheiracanthium ludovici Lessert, 1921 — Congo, Kenya, Tanzania
- Cheiracanthium macedonicum Drensky, 1921 — Bulgaria, Macedonia
- Cheiracanthium malkini Lotz, 2007 — Nigeria
- Cheiracanthium mangiferae Workman, 1896 — Singapore, Sumatra
- Cheiracanthium maraisi Lotz, 2007 — Namibia, Botswana
- Cheiracanthium margaritae Sterghiu, 1985 — Romania
- Cheiracanthium marplesi Chrysanthus, 1967 — Nuova Guinea
- Cheiracanthium melanostomum (Thorell, 1895) — India, Bangladesh, Myanmar
- Cheiracanthium mertoni Strand, 1911 — Isole Aru
- Cheiracanthium mildei L. Koch, 1864 — Regione olartica, Argentina
- Cheiracanthium minahassae Merian, 1911 — Celebes
- Cheiracanthium minshullae Lotz, 2007 — Zimbabwe, Botswana, Sudafrica
- Cheiracanthium molle L. Koch, 1875 — Africa
- Cheiracanthium mondrainense Main, 1954 — Australia occidentale
- Cheiracanthium mongolicum Schenkel, 1963 — Mongolia
- Cheiracanthium montanum L. Koch, 1877 — Regione paleartica
- Cheiracanthium mordax L. Koch, 1866 — dall'Australia alle Isole Samoa, Nuove Ebridi, Isole Salomone
- Cheiracanthium murinum (Thorell, 1895) — Myanmar
- Cheiracanthium mysorense Majumder & Tikader, 1991 — India, Bangladesh
- Cheiracanthium nalsaroverense Patel & Patel, 1973 — India
- Cheiracanthium nervosum Simon, 1909 — Australia occidentale
- Cheiracanthium nickeli Lotz, 2011 — Mauritania
- Cheiracanthium ningmingense Zhang & Yin, 1999 — Cina
- Cheiracanthium occidentale L. Koch, 1882 — Isole Baleari
- Cheiracanthium olliforme Zhang & Zhu, 1993 — Cina
- Cheiracanthium oncognathum Thorell, 1871 — Europa, Russia
- Cheiracanthium pallidum Rainbow, 1920 — Isola Lord Howe
- Cheiracanthium pauriense Majumder & Tikader, 1991 — India
- Cheiracanthium pelasgicum (C. L. Koch, 1837) — Regione paleartica
- Cheiracanthium pennatum Simon, 1878 — Europa
- Cheiracanthium pennuliferum Simon, 1909 — Australia occidentale
- Cheiracanthium pennyi O. P.-Cambridge, 1873 — Regione paleartica
- Cheiracanthium peregrinum Thorell, 1899 — Costa d'Avorio, Nigeria, Camerun
- Cheiracanthium pichoni Schenkel, 1963 — Cina
- Cheiracanthium poonaense Majumder & Tikader, 1991 — India
- Cheiracanthium potanini Schenkel, 1963 — Cina
- Cheiracanthium punctipedellum Caporiacco, 1949 — Kenya
- Cheiracanthium punctorium (Villers, 1789) — dall'Europa all'Asia centrale
- Cheiracanthium punjabense Sadana & Bajaj, 1980 — India
- Cheiracanthium rehobothense Strand, 1915 — Israele
- Cheiracanthium rupestre Herman, 1879 — Europa orientale
- Cheiracanthium rupicola (Thorell, 1897) — Myanmar, Indonesia
- Cheiracanthium russellsmithi Lotz, 2007 — Etiopia
- Cheiracanthium rwandense Lotz, 2011 — Ruanda
- Cheiracanthium sakoemicum Roewer, 1938 — Nuova Guinea
- Cheiracanthium salsicola Simon, 1932 — Francia
- Cheiracanthium sambii Patel & Reddy, 1991 — India
- Cheiracanthium sansibaricum Strand, 1907 — Costa d'Avorio, Zanzibar
- Cheiracanthium saraswatii Tikader, 1962 — India
- Cheiracanthium schenkeli Caporiacco, 1949 — Kenya, Zimbabwe, Sudafrica
- Cheiracanthium seidlitzi L. Koch, 1864 — dal Mediterraneo all'Asia centrale
- Cheiracanthium seshii Patel & Reddy, 1991 — India
- Cheiracanthium shiluvanense Lotz, 2007 — Sudafrica
- Cheiracanthium sikkimense Majumder & Tikader, 1991 — India, Bangladesh
- Cheiracanthium silaceum Rainbow, 1897 — Nuovo Galles del Sud
- Cheiracanthium simaoense Zhang & Yin, 1999 — Cina
- Cheiracanthium simplex Thorell, 1899 — Camerun, Nigeria
- Cheiracanthium siwi El-Hennawy, 2001 — Egitto
- Cheiracanthium solidum Zhang, Zhu & Hu, 1993 — Cina
- Cheiracanthium soputani Merian, 1911 — Celebes
- Cheiracanthium spectabile (Thorell, 1887) — Myanmar
- Cheiracanthium sphaericum Zhang, Zhu & Hu, 1993 — Cina
- Cheiracanthium stratioticum L. Koch, 1873 — Nuova Zelanda, Tasmania
- Cheiracanthium streblowi L. Koch, 1879 — Russia
- Cheiracanthium striolatum Simon, 1878 — Mediterraneo occidentale
- Cheiracanthium submordax Zhang, Zhu & Hu, 1993 — Cina
- Cheiracanthium taegense Paik, 1990 — Cina, Corea
- Cheiracanthium tagorei Biswas & Raychaudhuri, 2003 — Bangladesh
- Cheiracanthium taiwanicum Chen et al., 2006 — Taiwan
- Cheiracanthium tanmoyi Biswas & Roy, 2005 — India
- Cheiracanthium taprobanense Strand, 1907 — Sri Lanka
- Cheiracanthium tenue L. Koch, 1873 — Queensland
- Cheiracanthium tetragnathoide Caporiacco, 1949 — Kenya
- Cheiracanthium torricellianum Strand, 1911 — Nuova Guinea
- Cheiracanthium triviale (Thorell, 1895) — India, Birmania
- Cheiracanthium trivittatum Simon, 1906 — India
- Cheiracanthium truncatum (Thorell, 1895) — Birmania
- Cheiracanthium turanicum Kroneberg, 1875 — Uzbekistan, Tajikistan
- Cheiracanthium turiae Strand, 1917 — dalla Thailandia al Queensland
- Cheiracanthium uncinatum Paik, 1985 — Cina, Corea
- Cheiracanthium unicum Bösenberg & Strand, 1906 — Cina, Corea, Giappone
- Cheiracanthium vansoni Lawrence, 1936 — Africa meridionale
- Cheiracanthium verdense Lotz, 2011 — isole Capo Verde
- Cheiracanthium virescens (Sundevall, 1833) — Regione paleartica
- Cheiracanthium vorax O. P.-Cambridge, 1874 — India
- Cheiracanthium wiehlei Chrysanthus, 1967 — Nuova Guinea
- Cheiracanthium wilma (Benoit, 1977) — Isola di Sant'Elena
- Cheiracanthium zebrinum Savelyeva, 1972 — Russia, Kazakistan
- Cheiracanthium zhejiangense Hu & Song, 1982 — Cina, Corea

## Cheiramiona
Cheiramiona Lotz & Dippenaar-Schoeman, 1999
- Cheiramiona akermani (Lawrence, 1942) — Africa meridionale
- Cheiramiona amarifontis Lotz, 2003 — Africa meridionale
- Cheiramiona ansiae Lotz, 2003 — Africa meridionale
- Cheiramiona brandbergensis Lotz, 2005 — Namibia
- Cheiramiona clavigera (Simon, 1897) — Africa meridionale
- Cheiramiona collinita (Lawrence, 1938) — Africa meridionale
- Cheiramiona dubia (O. P.-Cambridge, 1874) — Egitto
- Cheiramiona ferrumfontis Lotz, 2003 — Africa meridionale
- Cheiramiona filipes (Simon, 1898) — Zimbabwe, Africa meridionale
- Cheiramiona florisbadensis Lotz, 2003 — Africa meridionale
- Cheiramiona fontanus Lotz, 2003 — Africa meridionale
- Cheiramiona hewitti (Lessert, 1921) — Tanzania
- Cheiramiona jocquei Lotz, 2003 — Malawi
- Cheiramiona kalongensis Lotz, 2003 — Congo
- Cheiramiona kentaniensis Lotz, 2003 — Africa meridionale
- Cheiramiona krugerensis Lotz, 2003 — Africa meridionale
- Cheiramiona lajuma Lotz, 2003 — Africa meridionale
- Cheiramiona langi Lotz, 2003 — Zimbabwe, Africa meridionale
- Cheiramiona lejeuni Lotz, 2003 — Congo, Malawi
- Cheiramiona mlawula Lotz, 2003 — Swaziland, Africa meridionale
- Cheiramiona muvalensis Lotz, 2003 — Congo
- Cheiramiona paradisus Lotz, 2003 — Zimbabwe, Africa meridionale
- Cheiramiona regis Lotz, 2003 — Africa meridionale
- Cheiramiona ruwenzoricola (Strand, 1916) — Congo
- Cheiramiona silvicola (Lawrence, 1938) — Africa meridionale
- Cheiramiona simplicitarsis (Simon, 1910) — Africa meridionale
- Cheiramiona stellenboschiensis Lotz, 2003 — Africa meridionale

## Ericaella
Ericaella Bonaldo, 1994
- Ericaella florezi Bonaldo, Brescovit & Rheims, 2005 — Colombia
- Ericaella kaxinawa Bonaldo, 1997 — Brasile
- Ericaella longipes (Chickering, 1937) — Panama
- Ericaella samiria Bonaldo, 1994 — Perù, Brasile

## Eutichurus
Eutichurus Simon, 1897
- Eutichurus abiseo Bonaldo, 1994 — Perù
- Eutichurus arnoi Bonaldo, 1994 — Colombia
- Eutichurus brescoviti Bonaldo, 1994 — Colombia
- Eutichurus chingliputensis Majumder & Tikader, 1991 — India
- Eutichurus cuzco Bonaldo, 1994 — Perù
- Eutichurus ferox Simon, 1897 — Ecuador
- Eutichurus furcifer Kraus, 1955 — El Salvador, Costa Rica
- Eutichurus ibiuna Bonaldo, 1994 — Brasile
- Eutichurus itamaraju Bonaldo, 1994 — Brasile
- Eutichurus keyserlingi Simon, 1897 — Colombia
- Eutichurus lizeri Mello-Leitão, 1938 — Bolivia, Argentina
- Eutichurus luridus Simon, 1897 — Perù, Brasile, Bolivia
- Eutichurus madre Bonaldo, 1994 — Perù
- Eutichurus manu Bonaldo, 1994 — Perù
- Eutichurus marquesae Bonaldo, 1994 — Colombia
- Eutichurus pallatanga Bonaldo, 1994 — Ecuador
- Eutichurus putus O. P.-Cambridge, 1898 — Panama, Colombia, Ecuador, Brasile
- Eutichurus ravidus Simon, 1897 — Brasile, Paraguay, Argentina
- Eutichurus saylapampa Bonaldo, 1994 — Perù
- Eutichurus sigillatus Chickering, 1937 — Panama
- Eutichurus silvae Bonaldo, 1994 — Ecuador, Perù
- Eutichurus tezpurensis Biswas, 1991 — India
- Eutichurus tropicus (L. Koch, 1866) — Colombia
- Eutichurus valderramai Bonaldo, 1994 — Colombia
- Eutichurus yalen Bonaldo, 1994 — Perù
- Eutichurus zarate Bonaldo, 1994 — Perù

## Lessertina
Lessertina Lawrence, 1942
- Lessertina mutica Lawrence, 1942 — Sudafrica

## Macerio
Macerio Simon, 1897
- Macerio chabon Ramírez, 1997 — Cile
- Macerio conguillio Ramírez, 1997 — Cile, Argentina
- Macerio flavus (Nicolet, 1849) — Cile, Argentina
- Macerio lanin Bonaldo & Brescovit, 1997 — Cile, Argentina
- Macerio nicoleti (Mello-Leitão, 1951) — Cile
- Macerio nublio Bonaldo & Brescovit, 1997 — Cile
- Macerio pichono Bonaldo & Brescovit, 1997 — Cile
- Macerio pucalan Ramírez, 1997 — Cile

## Radulphius
Radulphius Keyserling, 1891
- Radulphius barueri Bonaldo & Buckup, 1995 — Brasile
- Radulphius bicolor Keyserling, 1891 — Brasile
- Radulphius bidentatus Bonaldo & Buckup, 1995 — Brasile
- Radulphius boraceia Bonaldo & Buckup, 1995 — Brasile
- Radulphius caldas Bonaldo & Buckup, 1995 — Brasile
- Radulphius camacan Bonaldo, 1994 — Brasile
- Radulphius cambara Bonaldo & Buckup, 1995 — Brasile
- Radulphius caparao Bonaldo & Buckup, 1995 — Brasile
- Radulphius lane Bonaldo & Buckup, 1995 — Brasile
- Radulphius laticeps Keyserling, 1891 — Brasile
- Radulphius latus Bonaldo & Buckup, 1995 — Brasile
- Radulphius monticola (Roewer, 1951) — Brasile
- Radulphius petropolis Bonaldo & Buckup, 1995 — Brasile
- Radulphius pintodarochai Bonaldo & Buckup, 1995 — Brasile
- Radulphius singularis Bonaldo & Buckup, 1995 — Brasile
- Radulphius strandi Caporiacco, 1947 — Guyana

## Strotarchus
Strotarchus Simon, 1888
- Strotarchus alboater Dyal, 1935 — Pakistan
- Strotarchus beepbeep Bonaldo et al., 2012 — USA
- Strotarchus bolero Bonaldo et al., 2012 — Messico
- Strotarchus gandu Bonaldo et al., 2012 — Brasile
- Strotarchus jacala Bonaldo et al., 2012 — Messico
- Strotarchus mazamitla Bonaldo et al., 2012 — Messico
- Strotarchus michoacan Bonaldo et al., 2012 — Messico
- Strotarchus minor Banks, 1909 — Costa Rica
- Strotarchus monasticus Bonaldo et al., 2012 — Messico
- Strotarchus nebulosus Simon, 1888 — Messico
- Strotarchus piscatorius (Hentz, 1847) — USA
- Strotarchus planeticus Edwards, 1958 — USA
- Strotarchus praedator (O. P.-Cambridge, 1898) — Messico
- Strotarchus silvae Bonaldo et al., 2012 — Perù
- Strotarchus tamaulipas Bonaldo et al., 2012 — Messico
- Strotarchus tlaloc Bonaldo et al., 2012 — Messico
- Strotarchus tropicus (Mello-Leitão, 1917) — Brasile
- Strotarchus urarina Bonaldo et al., 2012 — Perù
- Strotarchus violaceus F. O. P.-Cambridge, 1899 — Messico
- Strotarchus vittatus Dyal, 1935 — Pakistan

## Summacanthium
Summacanthium Deeleman-Reinhold, 2001
- Summacanthium androgynum Deeleman-Reinhold, 2001 — Celebes
- Summacanthium storki Deeleman-Reinhold, 2001 — Celebes

## Tecution
Tecution Benoit, 1977
- Tecution helenicola Benoit, 1977 — Isola di Sant'Elena
- Tecution mellissi (O. P.-Cambridge, 1873) — Isola di Sant'Elena
- Tecution planum (O. P.-Cambridge, 1873) — Isola di Sant'Elena